# Музыкальный переулок (Минск)
Музыка́льный переулок (бел. Музычны завулак) — переулок в историческом центре Минска, в Верхнем городе. Проходит от улицы Герцена до Зыбицкой улицы.

## История
Музыкальный переулок является одной из старейших сохранившихся улиц Минска. Он начал формироваться в XII—XIII веках, современная трассировка относится ко второй половине XVI—XVII вв. В XVIII — начале XIX вв. переулок назывался Бернардинским. В документах первой половины XIX века упоминаются названия вначале Семинарский, позднее Петропавловский (по Петропавловскому собору на Соборной площади). В 1880-х годах переулок стал называться Музыкантским.
До конца XVIII века застройка переулка была целиком деревянной и не сохранилась. Первым каменным зданием переулка стал офис врача Лианшона, построенный в конце XVIII — начале XIX века по проекту минского архитектора Теодора Крамера. Свободная территория на противоположной стороне переулка принадлежала в начале XIX века дворянину Траяну Ключинскому, который к 1810 году согласовал проект нового каменного дома. Вероятным автором проекта считается архитектор Михаил Чаховский. Этот дом сейчас известен как «Дом масонов» (№ 5).

## Описание
Переулок под острым углом отходит от улицы Герцена и идёт на северо-восток. Проезжая часть заканчивается тупиком, переулок завершается лестничным спуском вниз к Зыбицкой улице, в сторону Свислочи. Протяжённость переулка — около 190 метров. Нумерация домов начинается от улицы Герцена.

## Примечательные здания и сооружения
По нечётной стороне

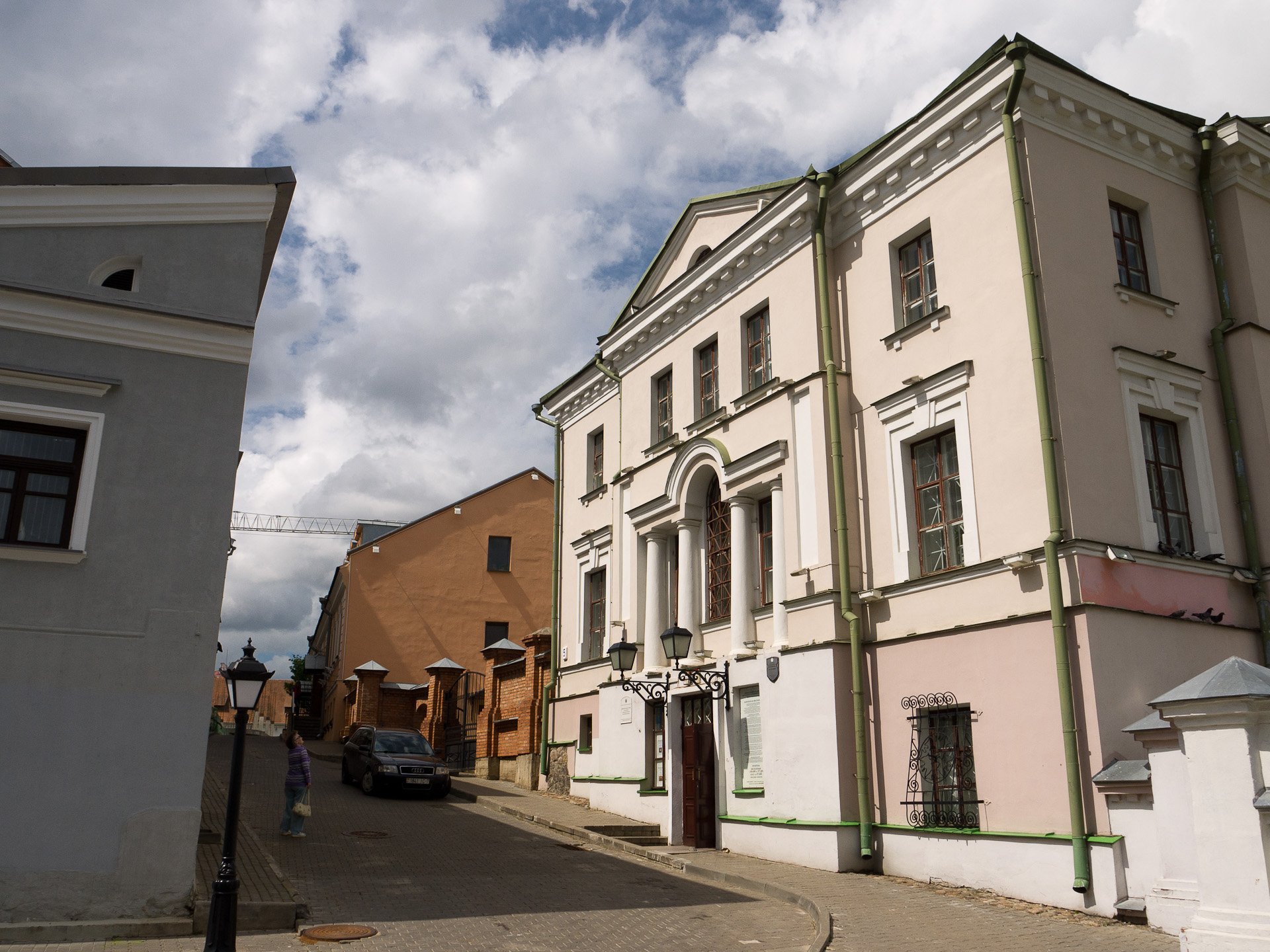
«Дом масонов»

- № 1 (угол с улицей Герцена) — дом Шадхана, XIX век, памятник архитектуры, номер 711Е000001
- № 3 — здание XIX века, памятник архитектуры
- № 5 — «Дом масонов», начало XIX века, памятник архитектуры, номер 712Г000142

По чётной стороне
Застройка чётной стороны переулка формально относится к проходящей параллельно Интернациональной улице.